# Leo Nielsen
Leo Nielsen (n. 5 martie 1909, Randers, Regiunea Midtjylland, Danemarca – d. 15 iunie 1968, Copenhaga, Danemarca) a fost un ciclist danez, medaliat olimpic. A participat la 2 ediții ale Jocurilor Olimpice (1928, 1932) în care a câștigat o medalie de aur și o medalie de argint.